# Cesinha (calciatore 2000)
Cesinha, pseudonimo di César Coelho Campos Júnior (Teresina, 3 ottobre 2000), è un calciatore brasiliano, centrocampista del Treze.

## Caratteristiche tecniche
È un centrocampista offensivo.

## Carriera
Cresciuto nel settore giovanile del River, nel 2016 viene acquistato dal Três Passos; nel 2017 passa in prestito per tre stagioni all'Internacional che lo utilizza nelle varie selezioni giovanili. Nel 2020 passa in prestito al Botafogo con cui debutta fra i professionisti giocando il match di Série A perso 2-0 contro l'Athl. Paranaense.

## Statistiche
Statistiche aggiornate al 13 febbraio 2021.

### Presenze e reti nei club
| Stagione        | Squadra         | Campionato      | Campionato | Campionato | Coppe nazionali | Coppe nazionali | Coppe nazionali | Coppe continentali | Coppe continentali | Coppe continentali | Altre coppe | Altre coppe | Altre coppe | Totale | Totale | Totale |
| Stagione        | Squadra         | Comp            | Pres       | Reti       | Comp            | Pres            | Reti            | Comp               | Pres               | Reti               | Comp        | Pres        | Reti        | Pres   | Reti   |        |
| --------------- | --------------- | --------------- | ---------- | ---------- | --------------- | --------------- | --------------- | ------------------ | ------------------ | ------------------ | ----------- | ----------- | ----------- | ------ | ------ | ------ |
| 2020            | Botafogo        | A/RJ+A          | 0+5        | 0          | CB              | 0               | 0               |                    | -                  | -                  |             | -           | -           | 5      | 0      |        |
| Totale carriera | Totale carriera | Totale carriera | 5          | 0          |                 | 0               | 0               |                    | -                  | -                  |             | -           | -           | 5      | 0      |        |

## Palmarès

### Competizioni nazionali
- Campeonato Brasileiro Série B: 1

Botafogo: 2021